# Baeopelma foersteri
Baeopelma foersteri är en insektsart som först beskrevs av Flor 1861.  Baeopelma foersteri ingår i släktet Baeopelma och familjen rundbladloppor. Arten är reproducerande i Sverige. Inga underarter finns listade i Catalogue of Life.